# Laudomar
Laudomar (ur. ok. 530, zm. ok. 590 roku w Chartres) – święty Kościoła katolickiego, założyciel klasztoru w Corbion (Abbaye de Corbie).
Na podstawie życiorysu Laudomara, który został spisany w IX wieku można stwierdzić, że urodził się w diecezji Chartrez i tam, będąc kapłanem prowadził swój apostolat. Szukając odosobnienia począł wieść życie eremity w lasach, w okolicach Porche. Napływ uczniów spowodował iż podjął się wybudowania klasztoru w Corbion. Zmarł pełniąc obowiązki opata, a jego relikwie przenoszono najpierw do Corbion (595), a później do Blois (874) gdzie powstało benedyktyńskie opactwo Saint-Laumer (924).
Jego wspomnienie obchodzone jest w Kościele katolickim 19 stycznia.